# Haplophthalmus gibbus
Haplophthalmus gibbus är en kräftdjursart som beskrevs av Legrand och Albert Vandel 1950. Haplophthalmus gibbus ingår i släktet Haplophthalmus och familjen Trichoniscidae.

## Underarter
Arten delas in i följande underarter:
- H. g. moracchinii
- H. g. gibbus